# Otto Ruff
Otto Ruff (né le 12 décembre 1871 à Schwäbisch Hall et décédé le 17 septembre 1939 à Breslau) est un chimiste allemand. Prolifique dans ses publications, il est notamment connu pour ses travaux sur le fluor.

## Biographie
Après son enseignement secondaire qu'il suit dans sa ville natale Schwäbisch Hall, il est apprenti pharmacien de 1889 à 1894 dans plusieurs villes d'Europe comme Stuttgart, Couvet, Hambourg, Berlin ou encore Londres.
Il retourne en 1894 en Allemagne pour y étudier la chimie jusqu'en 1897 au sein du laboratoire d’Emil Fischer de l'université Humboldt de Berlin. C'est au sein de cette université qu'il passe avec succès les examens de pharmacien en 1896. L'année suivante, il obtient son doctorat sous la direction de Oskar Piloty (qui était un ancien étudiant d'Emil Fischer). Ce doctorat lui permet de devenir un assistant à part entière du laboratoire d'Emil Fischer. C'est sous sa direction qu'il participe à ses travaux sur les sucres qui vaudront à ce dernier le prix Nobel de chimie en 1902.
À cette époque, il y a un important manque de chercheurs en chimie inorganique, c'est à cause de cela qu'Emil Fischer envoie deux de ses assistants (Alfred Stock et Otto Ruff) dans d'autres laboratoires. Ce dernier arrive à Leipzig au laboratoire de Wilhelm Ostwald (futur prix Nobel de chimie en 1909) et devient en 1903 professeur associé et superviseur du département de Chimie de l'université Humboldt de Berlin.
À partir de 1902 et durant deux ans il conçoit l'intérieur des bâtiments de chimie de l'université de technologie de Gdańsk en Pologne. À la suite de cela, il devient professeur à part entière et est à la tête du département de chimie inorganique de cette université. De 1906 à 1916 (à l'exception de 1910) il est doyen de la faculté de chimie.
Des problèmes d'alimentation électrique rendant impossible ses recherches le contraignent à quitter Gdańsk en 1916 pour l'université de Wrocław. Là, il collabore avec l'industrie silésienne et est président de la branche silésienne de l'Association des chimistes allemands et devient vice-président de cette association de 1933 à 1935.
En 1930, il obtient la médaille Liebig.

## Travaux
Auteur de 290 articles et trois livres, ses travaux sont très diversifiés. Parmi ses principaux domaines d'études on peut noter les sucres, le fluor, les hautes températures, l'électrolyse des sels fondus, le plastique, le carbure et les allotropes du carbone.
À la mort d'Henri Moissan en 1907 (avec qui il partage bien des choses comme la mentalité et les domaines de leurs recherches), il est considéré comme le plus grand spécialiste de la chimie du fluor et des hautes températures.

## Ouvrages
- (de) Otto Ruff, Die Chemie Des Fluors, Springer Verlag, 1920, 148 p. (ISBN 1-110-16468-8, lire en ligne)
- (de) Otto Ruff, Einführung in das chemische Praktikum : für Studierende der Chemie, Hüttenkunde und des höheren Lehramts (Oberstufe), Akademische Verlagsgesellschaft, 1926, 1re éd., 86 p.
- (de) Otto Ruff, Einführung in das chemische Praktikum : für Studierende der Chemie, Hüttenkunde und des höheren Lehramts (Oberstufe), Akademische Verlagsgesellschaft, 1937, 2e éd., 86 p.

## Biographie
- (de) « Obituary: Otto Ruff 30.12.1871-17.9.1939 », Ber. Dtsch. Chem. Ges., vol. 73, no 12,‎ 1940, A125 - A156 (ISSN 0365-947X, lire en ligne)